# Dios nos libre del dinero
«Dios nos libre del dinero» (estilizado como Dio$ no$ libre del dinero) es una canción grabada por la cantante y compositora española Rosalía. Fue lanzada a través de Sony y Columbia Records junto con su tema «Milionària». Estas dos canciones completan el sencillo de dos caras Fucking Money Man, lanzado el 3 de julio de 2019. El lanzamiento de las canciones fue apoyado por un video musical de 4:47 minutos de duración dirigido por Bàrbara Farré que contiene a Rosalía cantando las dos canciones mientras participa en concursos de televisión antiguos y luego quema el dinero que ha obtenido con él.

## Antecedentes
Rosalía publicó la canción de forma sorpresiva y con muy poco anuncio previo. La cantante recurrió a la prensa tradicional para anunciar en la edición del 3 de julio de El País que ese mismo día lanzaría un nuevo proyecto titulado Fucking Money Man. Un par de horas antes del lanzamiento oficial, algunas plataformas de descarga de música y streaming filtraron que el proyecto sería un sencillo de dos caras con el dinero como tema principal. La primera canción «Milionària» es interpretada en catalán, que es el idioma natal de la cantante, mientras que «Dios nos libre del dinero» se cantaría en castellano. La canción contrasta su cara A que habla de soñar con ser millonaria ya que el mensaje detrás de «Dios nos libre del dinero» es que el dinero no puede comprarlo todo.

## Desempeño comercial
La canción fue lanzada el 3 de julio de 2019 y debutó en el número 86 en la lista PROMUSICAE con solo un día de seguimiento. La semana siguiente, la canción alcanzó su posición máxima al ubicarse en la vigésimo cuarta posición en esa misma lista. La canción duró cuatro semanas en la lista de éxitos musicales.

### Posición en listas musicales
| Lista (2019)        | Posición más alta |
| ------------------- | ----------------- |
| España (PROMUSICAE) | 24                |